# Tito Costa
Antônio Tito Costa (Torrinha, 31 de dezembro de 1922 – Torrinha, 28 de outubro de 2023) foi um político, advogado e escritor brasileiro.

## Biografia
Tito Costa, filho de José Vicente Costa e Hermínia Braidotti Costa, filha de imigrantes italianos naturais da província de Rovigo, na região do Vêneto, nasceu em Torrinha, São Paulo, em 31 de dezembro de 1922. Aos doze anos, deixou a cidade natal para estudar, frequentando seminário por três anos. Posteriormente, abandonou a carreira eclesiástica e retomou o curso secundário. Após terminar o curso, mudou-se para São Paulo, onde cursou Direito na Faculdade do Largo São Francisco, USP, até 1950.
Começou a trabalhar no Departamento Jurídico do Frigorífico Wilson. O diretor da empresa, Lauro Gomes, viria a se eleger prefeito de São Bernardo do Campo em 1951 e levou Tito Costa a trabalhar na prefeitura em 1951. De 1952 a 1954, Tito Costa trabalharia como advogado e procurador da prefeitura de São Bernardo do Campo.
Em 1953, casou-se como Léa Nunes Costa (com quem teve cinco filhos) e colaborou com a anexação do território de Taboão ao município de São Bernardo do Campo. Atuou como assessor de Lauro Gomes em seu segundo governo como prefeito de São Bernardo do Campo (1960-1963) e nos meses de 1964 em que Lauro Gomes foi prefeito de Santo André.
Atuou como advogado até 1976. Foi vereador do município de Torrinha e prefeito do município de São Bernardo do Campo entre os anos de 1977 e 1983. Foi também deputado federal constituinte pelo partido político PMDB entre 1987 e 1990. Foi vice-prefeito da cidade na gestão de Walter Demarchi, de 1993 a 1996.

## Carreira em Direito
Tito Costa atuou como advogado militante em São Paulo e São Bernardo do campo. Sua especialidade era Direito Público, especialmente Direito Administrativo e Direito Eleitoral. Se destacou como advogado constitucionalista, especializando na área de Direito Eleitoral. Foi Vice-presidente da OAB - seccional de São Paulo.

## Obra
Antônio Tito Costa escreveu os seguintes livros:
- Recursos em tribunais eleitorais (7ª edição);[5]
- Crimes eleitorais (1ª edição);
- Responsabilidades de prefeitos e vereadores (4ª edição).